# Monchiet
Monchiet és un municipi francès situat al departament del Pas de Calais i a la regió dels Alts de França. L'any 2017 tenia 96 habitants.

## Demografia
El 2007 tenia 97 persones. Hi havia 39 habitatges cases. la població en edat de treballar era de 52 persones, 39 eren actives i 13 eren inactives.
L'any 2000 a Monchiet hi havia vuit explotacions agrícoles que conreaven un total de 345 hectàrees.